# Super Bowl XXXIII
Super Bowl XXXIII je bio završna utakmica 79. po redu sezone nacionalne lige američkog nogometa. U njoj su se sastali pobjednici NFC konferencije Atlanta Falconsi i pobjednici AFC konferencije Denver Broncosi. Pobijedili su Broncosi rezultatom 34:19, te tako osvojili svoj drugi naslov prvaka, također drugi zaredom.
Utakmica je odigrana na Pro Player Stadiumu u Miamiju u Floridi, kojem je to bilo osmo domaćinstvo Super Bowla, prvo nakon Super Bowla XXIX 1995. godine.

## Tijek utakmice
| Četvrtina | Vrijeme | Momčad | Informacija o promjeni rezultata                                                               | Rezultat | Rezultat |
| Četvrtina | Vrijeme | Momčad | Informacija o promjeni rezultata                                                               | Falcons  | Broncos  |
| --------- | ------- | ------ | ---------------------------------------------------------------------------------------------- | -------- | -------- |
| 1         | 9:35    | ATL    | field goal (Andersen)                                                                          | 3        | 0        |
| 1         | 3:55    | DEN    | touchdown probijanjem (Griffith), uspješan pokušaj za dodatni poen (Elam)                      | 3        | 7        |
| 2         | 9:17    | DEN    | field goal (Elam)                                                                              | 3        | 10       |
| 2         | 4:54    | DEN    | touchdown dodavanjem (Elway-Smith), uspješan pokušaj za dodatni poen (Elam)                    | 3        | 17       |
| 2         | 2:25    | ATL    | field goal (Andersen)                                                                          | 6        | 17       |
| 4         | 14:56   | DEN    | touchdown probijanjem (Griffith), uspješan pokušaj za dodatni poen (Elam)                      | 6        | 24       |
| 4         | 11:20   | DEN    | touchdown probijanjem (Elway), uspješan pokušaj za dodatni poen (Elam)                         | 6        | 31       |
| 4         | 11:01   | ATL    | touchdown nakon vraćanja početnog udarca (Dwight), uspješan pokušaj za dodatni poen (Andersen) | 13       | 31       |
| 4         | 7:08    | DEN    | field goal (Elam)                                                                              | 13       | 34       |
| 4         | 2:04    | ATL    | touchdown dodavanjem (Chandler-Mathis), neuspješan pokušaj za dva dodatna poena                | 19       | 34       |

## Statistika utakmice

### Statistika po momčadima
| Statistika                                                      | Atlanta Falcons | Denver Broncos |
| --------------------------------------------------------------- | --------------- | -------------- |
| Prvih pokušaja                                                  | 21              | 22             |
| Ukupno osvojenih jardi                                          | 337             | 457            |
| Broj napada probijanjem                                         | 23              | 36             |
| Ukupno jardi osvojenih probijanjem                              | 131             | 121            |
| Broj napada s kompletiranim dodavanjem/ukupno napada dodavanjem | 19/35           | 18/29          |
| Ukupno jardi osvojenih dodavanjem                               | 206             | 336            |
| Izgubljenih lopti                                               | 4               | 1              |
| Prekršaji (izgubljenih jardi)                                   | 0 (0)           | 4 (61)         |
| Vrijeme posjeda lopte (min:s)                                   | 28:37           | 31:23          |

### Statistika po igračima
| Quarterback          | Dodavanja* | Yds** | TD*** | Int**** |
| -------------------- | ---------- | ----- | ----- | ------- |
| Chris Chandler (ATL) | 19/35      | 219   | 1     | 3       |
| John Elway (DEN)     | 18/29      | 336   | 1     | 1       |

Napomena: * - broj kompletiranih dodavanja/ukupno dodavanja, ** - ukupno jardi dodavanja, *** - broj touchdownova (polaganja), **** - broj izgubljenih lopti